# Miraculum
Miraculum is een geslacht van rechtvleugeligen uit de familie Episactidae. De wetenschappelijke naam van dit geslacht is voor het eerst geldig gepubliceerd in 1903 door Bolívar.

## Soorten
Het geslacht Miraculum  is monotypisch en omvat slechts de volgende soort:
- Miraculum mirificum (Bolívar, 1903)